# Штивица
Штивица је насељено место у саставу општине Старо Петрово Село у Бродско-посавској жупанији, Република Хрватска.

## Историја
До територијалне реорганизације у Хрватској налазила се у саставу старе општине Нова Градишка.

## Становништво
На попису становништва 2011. године, Штивица је имала 586 становника.

## Попис1991.
На попису становништва 1991. године, насељено место Штивица је имало 861 становника, следећег националног састава:
| Попис 1991.‍ | Попис 1991.‍ | Попис 1991.‍ | Попис 1991.‍ | Попис 1991.‍ |
| ----------- | ----------- | ----------- | ----------- | ----------- |
|             |             |             |             |             |
| Хрвати      | Хрвати      |             | 831         | 96,51%      |
| Срби        | Срби        |             | 5           | 0,58%       |
| Чеси        | Чеси        |             | 4           | 0,46%       |
| Југословени | Југословени |             | 1           | 0,11%       |
| непознато   | непознато   |             | 20          | 2,32%       |
| укупно: 861 |             |             |             |             |